# Christoph Maeder

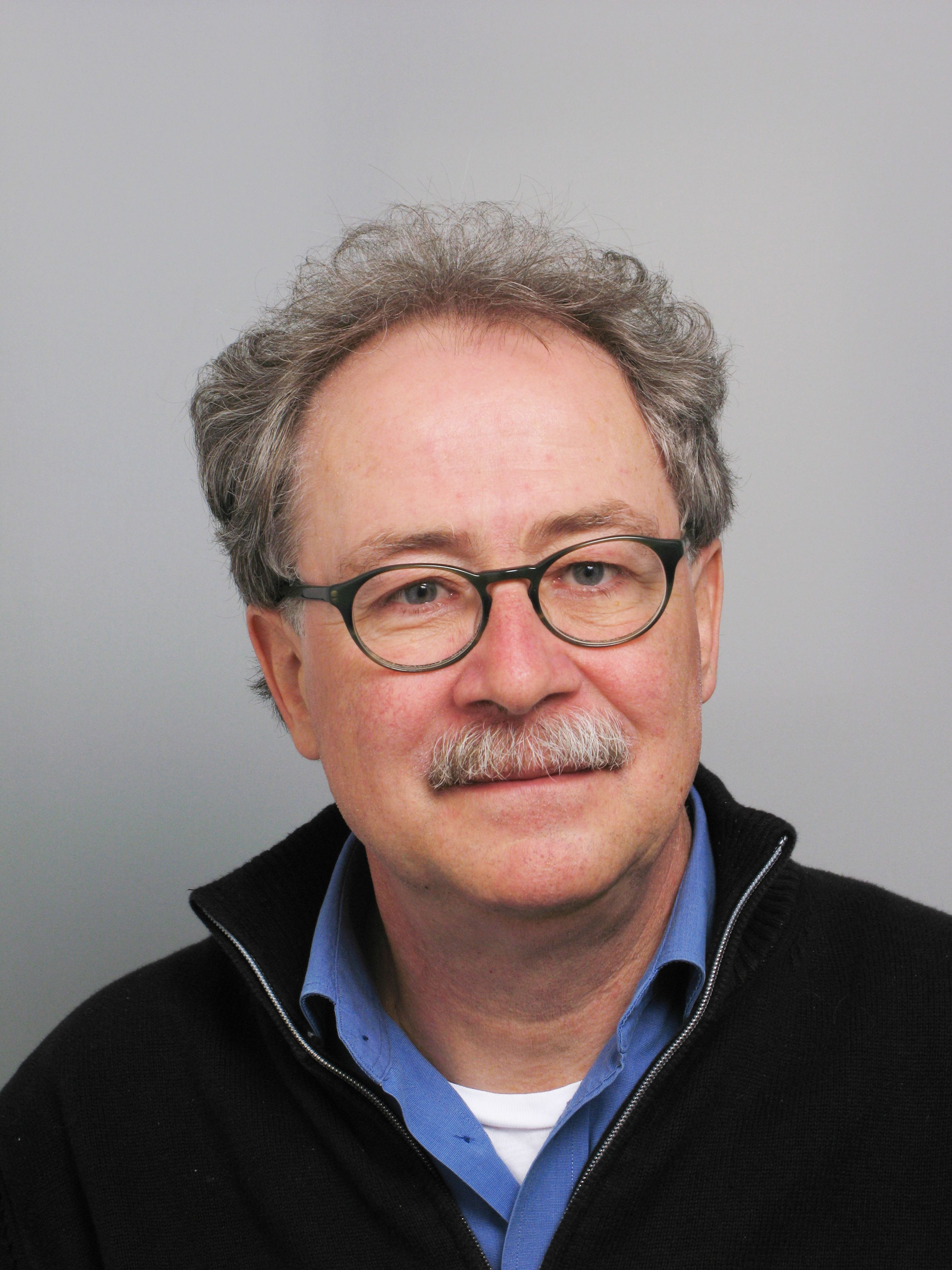
Christoph Maeder (2014)

Christoph Maeder (* 20. Mai 1956 in St. Gallen) ist ein Schweizer Soziologe und lebt in St. Gallen.

## Beruflicher Werdegang
Nach der Ausbildung zum Krankenpfleger AKP Winterthur und der Zweitwegmatura für Erwachsene studierte er von 1985 bis 1989 Volkswirtschaft und Wirtschaftssoziologie an der Universität St. Gallen. Anschließend war er dort als Assistent am Soziologischen Seminar bei Peter Gross und Thomas S. Eberle und ein Jahr lang auch als Abteilungsassistent der volkswirtschaftlichen Abteilung tätig. 1995 promovierte er mit einer ethnographischen Untersuchung zum Strafvollzug. Von 1996 bis 2015 war Maeder an der Universität St. Gallen Lehrbeauftragter für Soziologie und unterrichtete Qualitative Forschungsmethoden, Organisationssoziologie und Soziologie der Werbung. Von 1996 bis 2000 arbeitete er zudem als Dozent und Beauftragter für Forschung an der HFS Ostschweiz und anschließend von 2000 bis 2004 als Dozent und Leiter der Forschung an der Hochschule für Soziale Arbeit in Rorschach. Ab März 2005 war er Dozent mit Schwerpunkt Forschung an der PH Thurgau in Kreuzlingen. 2007 wurde er zum Leiter der Forschungsabteilung der PH Thurgau gewählt, der er bis Ende 2014 vorstand. 2015 bis Mitte 2021 war Maeder Professor für Bildungssoziologie an der Pädagogischen Hochschule Zürich, wo er Mitte Jahr in den Ruhestand versetzt wurde. Maeder hatte Gastprofessuren an der Universität Wien (2002, 2008, 2010) und Lehraufträge an der Universität Basel (ab 2005 mit Unterbrüchen bis 2017), in Südafrika (2011 Johannesburg, 2012 Pretoria) und an weitern Universitäten und Hochschulen in Österreich, der Schweiz und in Deutschland inne.
Seine Forschungsschwerpunkte sind die Wissens-, die Organisations- und die Arbeitssoziologie, die Ethnographie, die Soundstudies sowie allgemein Methoden qualitativer Sozialforschung.

## Disziplinäre Aktivitäten
Von 2006 bis 2009 war Maeder Präsident der Schweizerischen Gesellschaft für Soziologie (SGS) und in deren Forschungskomitees Interpretative Sozialforschung, Soziale Probleme und Gesundheitssoziologie aktiv. International war er viele Jahre in Forschungsnetzwerk Nr. 20 'Qualitative Methods' der European Sociological Association (ESA) und dem RN 19 Ethnography der European Educational Research Association (EERA) tätig. Maeder war von 2010 bis 2017 Präsident des Verwaltungsrates des Seismoverlags in Zürich und von 2008 bis 2016 wissenschaftlicher Beirat des Schweizer Kompetenzzentrums Sozialwissenschaften FORS in Lausanne. Im Juni 2015 wurde ihm an den 5. Fuldaer Feldarbeitstagen der 1. Ethnographie Preis der Hochschule Fulda und der DGS-Sektion Wissenssoziologie überreicht. Am 9. Dezember 2022 wurde Maeder für seine Verdienste um die Entwicklung der Soziologie in der Schweiz zum Ehrenmitglied der Schweizerischen Gesellschaft für Soziologie ernannt.

## Privates Leben
Christoph Maeder ist Sohn des Fotografen und schweizerischen Politikers Herbert Maeder, von dem er – neben den Interessen an Volkskunde, Literatur und Kunst – auch die Freude am Bergsteigen, Ski- und Velofahren und dem Kayaking vermittelt bekommen hat. Er ist seit 1980 mit Hildegard Maeder verheiratet, mit der er zwei Töchter (1981, 1990) und einen Sohn (1984) gross gezogen hat. Maeder engagiert sich seit 2016 als Präsident der kleinen Wohnbaugenossenschaft Habilon und seit 2022 als Vorstandsmitglied bei der Wohnbaugenossenschaft REM3 seit einigen Jahren im gemeinnützigen Wohnungsbau.